# Зіґфрід Каше
Зіґфрід Каше (нім. Siegfried Kasche; нар. 18 червня 1903, Штраусберг — пом. 19 червня 1947, Загреб) — німецький політик, депутат рейхстагу у 1930—1941 рр., обергрупенфюрер СА, посол нацистської Німеччини в Незалежній державі Хорватія з 1941 по травень 1945 р.

## Ранній період життя
Народився у Штраусбергу. Після закінчення кадетської школи у Потсдамі та військової академії у берлінському районі Ліхтерфельде провів 1919 і 1920 роки у Фрайкорі у Берліні і країнах Балтії. 1925 року вступив у штурмові загони, а в 1926 — в нацистську партію. Був також провідником СА в Померанії. З 1928 по 1931 рік був заступником гауляйтера гау Остмарка (з центром у Франкфурті-на-Одері), а у вересні 1930 обраний депутатом рейхстагу. 1934 року дослужився до обергрупенфюрера СА, що прирівнювалося до генерал-лейтенанта у Вермахті. Kasche був одним із небагатьох вищих офіцерів СА, які пережили Ніч довгих ножів. Каше вижив через те, що за нього заступався Герінг, доки не домовився, що Каше залишиться живим і неушкодженим.

## Посол Хорватії
У квітні 1941 року Каше направлено на дипломатичну службу в МЗС. 15 квітня 1941 року, коли Німеччина визнала Незалежну Державу Хорватія, його призначено послом. 20 квітня він прибув у Загреб. У НДХ Каше схвалював спільні зусилля країн Осі проти югославських партизанів. Дуже прихильно ставивлячись до Анте Павелича і «усташівської революції», він виправдовував політику і дії усташів, а Гітлер називав його «більшим хорватом, ніж Павелич».
Каше постійно конфліктував із Повноважним генералом у НДХ Едмундом Гляйзе-Горстенау. Після невдалої змови Лорковича-Вокича — спроби переорієнтувати НДХ на західних союзників, Зігфріду Каше випала довгождана нагода очорнити Горстенау і присилувати його забратися з Хорватії, оскільки той був замішаним у змові. На засіданні нацистського керівництва 16 липня його було визначено як майбутнього райхскомісара запланованої нацистської колонії під назвою Райхскомісаріат Московія, яка повинна була б охопити більшість центральної та північної території європейської частини Росії аж до Уралу. Військові реалії на Східному фронті протягом зими 1941—1942 років перешкодили його заснуванню, залишивши проект на етапах планування.[джерело?]

## Воєнні злочини
Під час Другої світової війни з Хорватії було депортовано багато сербів, деяких — у Сербію, а інших — у Німеччину. Наказ депортувати сербів походив не від керівництва НДХ, яке вважало за краще цих сербів силоміць перетворити на хорватів, убити або утримувати як рабську робочу силу у межах кордонів тієї маріонеткової хорватської держави. Як засвідчив Нюрнберзький трибунал, на одній із нарад під головуванням Зіґфріда Каше в німецькій місії в Загребі «було вирішено насильно евакуювати словенців у Хорватію і Сербію, а сербів — з Хорватії у Сербію. Це рішення випливало з телеграми Міністерства закордонних справ, № 389 від 31 травня 1941 р.» 18 квітня 1944 року він повідомив у Берлін, що «Хорватія є однією з країн, у якій єврейське питання розв'язано».

## Після війни
Після закінчення війни в Європі антигітлерівська коаліція повернула Каше в Югославію. У травні 1947 Верховний суд Федеративної Народної Республіки Югославії засудив його до страти через повішення. Вирок виконано 7 червня того ж року.